# Чемпионат Европы по лёгкой атлетике в помещении 1982 — бег на 3000 метров (женщины)
Соревнования по бегу на 3000 метров у женщин на чемпионате Европы по лёгкой атлетике в помещении в Милане прошли 6 марта 1982 года во Дворце спорта «Сан-Сиро».
Дисциплина проводилась впервые в рамках зимних чемпионатов Европы.

## Рекорды
До начала соревнований действующими были следующие рекорды в помещении.
| Высшее мировое достижение        | Мэри Деккер (США)         | 8.47,3  | Инглвуд, США    | 5 февраля 1982  |
| Рекорд Европы                    | Грете Вайтц (Норвегия)    | 8.50,8  | Дейли-Сити, США | 4 января 1980   |
| Лучший результат сезона в мире   | Мэри Деккер (США)         | 8.47,3  | Инглвуд, США    | 5 февраля 1982  |
| Лучший результат сезона в Европе | Светлана Ульмасова (СССР) | 8.54,19 | Москва, СССР    | 19 февраля 1982 |

## Расписание
| Дата         | Раунд соревнований |
| ------------ | ------------------ |
| 6 марта 1982 | Финал              |

Время местное (UTC+2)

## Медалисты
| Золото                 | Серебро                | Бронза                   |
| Агнезе Поссамаи Италия | Маричика Пуйкэ Румыния | Пола Фудж Великобритания |

## Результаты
Обозначения: WB — Высшее мировое достижение | ER — Рекорд Европы | CR — Рекорд чемпионатов Европы | NR — Национальный рекорд | WL — Лучший результат сезона в мире | EL — Лучший результат сезона в Европе | PB — Личный рекорд | SB — Лучший результат в сезоне | DNS — Не стартовала | DNF — Не финишировала | DQ — Дисквалифицирована

Финал в беге на 3000 метров у женщин состоялся 6 марта 1982 года. На старт вышли 9 спортсменок. Зимняя чемпионка Европы 1981 года в беге на 1500 метров Агнезе Поссамаи на домашнем континентальном первенстве выиграла дистанцию вдвое длиннее.
| Место | Атлет             | Гражданство    | Результат | Примечания |
| ----- | ----------------- | -------------- | --------- | ---------- |
| 1     | Агнезе Поссамаи   | Италия         | 8:53.77   | EL, NR, CR |
| 2     | Маричика Пуйкэ    | Румыния        | 8:54.26   | NR         |
| 3     | Пола Фудж         | Великобритания | 8:56.96   | SB         |
| 4     | Вера Михаллек     | ФРГ            | 9:03.27   | SB         |
| 5     | Надя Дандоло      | Италия         | 9:03.59   | PB         |
| 6     | Маргерита Гаргано | Италия         | 9:03.62   | PB         |
| 7     | Наталья Боборова  | СССР           | 9:09.80   |            |
| 8     | Аурора Кунья      | Португалия     | 9:12.86   |            |
| 9     | Гудрун Шульц      | ФРГ            | 9:36.48   |            |